# Hexoplon
Hexoplon is een kevergeslacht uit de familie van de boktorren (Cerambycidae). De wetenschappelijke naam van het geslacht werd voor het eerst geldig gepubliceerd in 1864 door Thomson.

## Soorten
Hexoplon omvat de volgende soorten:
- Hexoplon affine (Thomson, 1865)
- Hexoplon albipenne Bates, 1872
- Hexoplon annulatum Martins & Galileo, 2011
- Hexoplon anthracinum Martins, 1967
- Hexoplon armatum Aurivillius, 1899
- Hexoplon bellulum Galileo & Martins, 2010
- Hexoplon bucki Martins, 1967
- Hexoplon calligrammum Bates, 1885
- Hexoplon carissimum (White, 1855)
- Hexoplon cearense Martins & Galileo, 1999
- Hexoplon ctenostomoides Thomson, 1867
- Hexoplon eximium Aurivillius, 1899
- Hexoplon illuminum Napp & Martins, 1985
- Hexoplon immaculatum Galileo & Martins, 2009
- Hexoplon integrum Tippmann, 1960
- Hexoplon juno Thomson, 1865
- Hexoplon leucostictum Martins, 1959
- Hexoplon longispina Aurivillius, 1899
- Hexoplon lucidum Martins, 1962
- Hexoplon navajasi Martins, 1959
- Hexoplon nigricolle Gounelle, 1909
- Hexoplon nigritarse Aurivillius, 1899
- Hexoplon nigropiceum Martins, 1959
- Hexoplon praetermissum Bates, 1870
- Hexoplon reinhardti Aurivillius, 1899
- Hexoplon rosalesi Martins, 1971
- Hexoplon rubriceps Martins & Galileo, 2013
- Hexoplon scutellare Napp & Martins, 1985
- Hexoplon speciosum Fisher, 1937
- Hexoplon uncinatum Gounelle, 1909
- Hexoplon venus Thomson, 1864